# Tratatul de la Paris (1783)

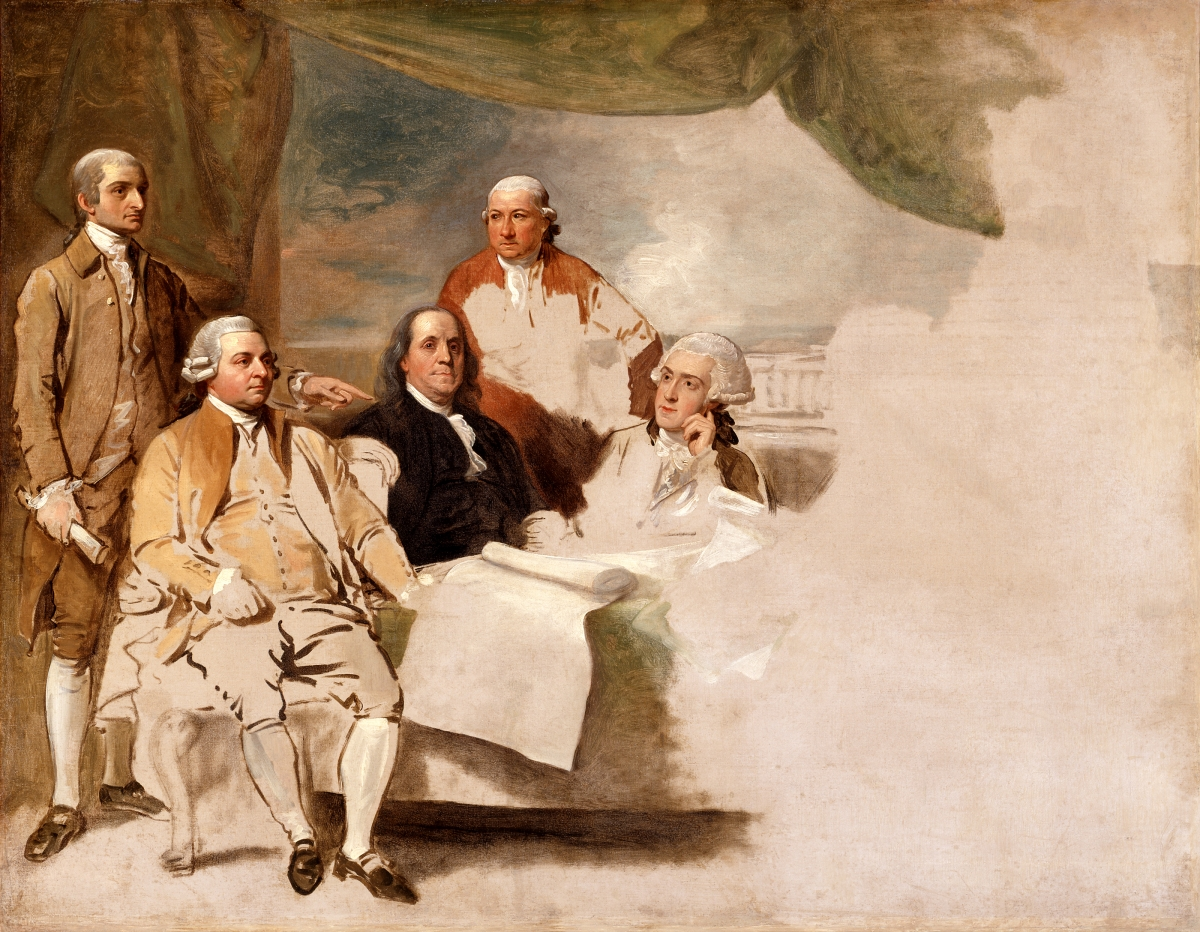
Pictură de Benjamin West înfățișând delegația americană a semnării Tratatului de la Paris din 1783, John Jay, John Adams, Benjamin Franklin, Henry Laurens și William Temple Franklin. Pictura nu a fost niciodată terminată pentru că, deloc surprinzător, reprezentanții britanici au refuzat să fie înregistrați.

Tratatul de la Paris din 1783, semnat în ziua de 3 septembrie 1783 și ratificat de Congresul Statelor Unite ale Americii în ziua de 14 ianuarie 1784, a încheiat formal Războiul Revoluționar American între Regatul Unit al Marii Britanii și Cele 13 foste colonii ale Regatului din America de Nord care s-au răsculat împotriva conducerii britanice în 1776. 
Destul de frecvent, în special în literatura istorică de limbă engleză, Tratatul de la Paris din 1783 este cunoscut sub numele de Al Doilea Tratat de la Paris pentru a crea o distincție între acesta și Tratatul de la Paris din 1763.

## Tratatele de la Versailles
Ca o parte separată a acestui tratat, Marea Britaniei a încheiat tratate separate cu Franța și Spania, cunoscute sub numele de Tratatele de la Versailles.

## Termenii tratatului
Acest tratat și tratatele de pace separate dintre Marea Britanie și națiunile care au sprijinit cauza americană - Franța, Spania și Provinciile Unite - sunt cunoscute în mod colectiv sub numele de Pacea de la Paris. Numai punctul 1 din tratat, care recunoaște existența Statelor Unite ca state libere suverane și independente, rămâne în vigoare. Granițele SUA s-au schimbat în anii următori, motiv pentru care articolele specifice ale tratatului trebuie înlocuite.
Termenii generali ai tratatului erau următorii: 
- Recunoașterea celor treisprezece colonii ca treisprezece state independente și suverane;
- Stabilirea granițelor între Statele Unite și British North America; 
  - Există două anomalii stranii rezultate din această parte a Tratatului, vedeți Northwest Angle și Republic of Indian Stream.
- Acordarea drepturilor de pescuit a pescarilor Statelor Unite în zona cunoscută sub numele de Grand Banks, situată în largul coastei insulei Terranova și în zona Golfului Sfântul Laurențiu;
- Recunoașterea tuturor datoriilor legal contractate de ambele părți care urmau să fie plătite conform termenilor existenți la data semnării Tratatului;
- Congresul Statelor Unite "va recomanda cu toată onestitatea" (în original "will earnestly recommend") tuturor legislaturilor celor 13 state "să recunoască și să aplice restituirea tuturor drepturilor, bunurilor și proprietăților confiscate ale subiecților britanici reali" (în original,  "provide for the restitution of all estates, rights, and properties, which have been confiscated belonging to real British subjects");
- Statele Unite nu vor mai permite alte confiscări în viitor;
- Prizonierii de război de ambele părți vor fi eliberați, iar proprietățile lăsate de Armata britanică pe teritoriul american nu vor fi subiect de confiscare (incluzând Negroes);
- Atât Marea Britanie, cât și Statele Unite vor avea acces permanent la fluviul Mississippi;
- Teritoriile Marii Britanii care au fost ocupate de către americani vor fi returnate fără nici o compensație;
- Ratificarea tratatului urma să se realizeze în decurs de 6 luni de la semnarea sa.

## Vermont
Deși Vermont a fost, de fapt, un stat independent, începând cu declarația sa de independență de la 18 ianuarie 1777, negociind atât cu Congresul Continental, entitatea executiv-legislativă a Statelor Unite între 1776 și 1790, (în original, Continental Congress), cât și cu guvernul britanic, independența sa nu fusese recunoscută de nici unul dintre acestea.  
Corespunzător, Tratatul definea granițele Statelor Unite ale Americii incluzând teritoriul Republicii Vermont, care nu era nici tehnic și nici legal (încă) parte a Uniunii.  Delimitarea granițelor Statelor Unite ale Americii prin includerea Vermont-ului a fost o dovadă indirectă de tratare absolut similară a tuturor celor 14 entități statale.  Oricum Vermont Republic a continuat să existe pașnic până în 1788, pentru ca în 1791 să fie admisă în Statele Unite ca cel de-al patrusprezecelea stat al acestora.